# 광주화정초등학교
광주화정초등학교는 대한민국 광주광역시 서구 화정동에 있는 초등학교다.

## 학교 연혁
- 1975. 03. 01 광주화정국민학교 설립인가
- 1978. 06. 16 광주화정국민학교 개교
- 1992. 11. 03 시지정 음악과 교단선진화 시범학교 운영 공개
- 1996. 03. 01 광주화정초등학교로 이름을 변경
- 2000. 07. 05 시지정 독서지도 시범학교 운영 공개
- 2002. 03. 01 시지정 원격교육 시범학교 지정
- 2007. 07. 01 교육복지 투자우선지역 선정학교 운영
- 2007. 12. 26 학교 평가 우수학교 수상
- 2010. 03. 01 제11대 이광산 교장 부임
- 2010. 12. 17 교직원 '책읽는 학교' 동상 수상
- 2012. 02. 17 제31회 졸업식 (졸업생 수 135명, 총 12,164명)
- 2012. 03. 01 제12대 김정훈 교장 부임
- 2012. 03. 01 교육복지 선도학교 운영
- 2013. 03. 01 연구학교 운영(교육기반 강화형 교육복지 연구학교)
- 2014. 10. 31 급식실, 강당(다솜관) 개관